# Julia Child

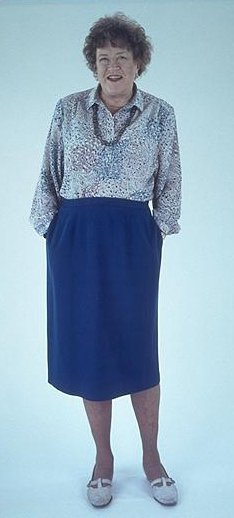

Julia Child (ur. 15 sierpnia 1912 w Pasadenie, zm. 13 sierpnia 2004 w Montecito) – amerykańska kucharka, autorka książek kucharskich (najważniejsza to Mastering the Art of French Cooking z 1961) i programów kulinarnych (przede wszystkim The French Chef), dzięki którym spopularyzowała w USA francuską kuchnię.

## Życiorys
Urodziła się w Kalifornii jako najstarsze z trojga dzieci Julii Carolyn i Johna McWilliamsów. Ukończyła anglistykę w Smith College w Massachusetts i przez krótki okres pracowała w dziale reklamy firmy meblarskiej. 
W czasie II wojny światowej rozpoczęła pracę w Office of Strategic Services, gdzie poznała swojego męża, Paula Childa. W 1946 roku wzięli ślub i wkrótce przenieśli się do Paryża, gdzie Julia Child w 1951 roku, jako pierwsza kobieta, ukończyła prestiżową szkołę kucharską Le Cordon Bleu. 
W 1961 roku ukazała się jej bestsellerowa 743-stronicowa książka kucharska z przepisami na francuskie dania Mastering the Art of French Cooking, napisana wraz z dwiema przyjaciółkami, Simone Beck i Louisette Betholle. Od 1963 Julia Child prowadziła telewizyjny program kulinarny, emitowany przez kolejnych 10 lat. Niemal do ostatnich lat swojego życia prowadziła także inne programy i wydawała kolejne książki kucharskie.

## Nagrody i odznaczenia
Odznaczona została Legią Honorową w 2000 roku, Medalem Wolności i doktoratami honoris causa kilku uczelni.

## Julie i Julia
W 2002 pisarka Julie Powell rozpoczęła projekt, który polegał na zrealizowaniu przez nią w ciągu jednego roku wszystkich przepisów zawartych w książce Mastering the Art of French Cooking. Swoje doświadczenia na bieżąco opisywała w internecie, a w 2005 roku wydała w formie książki zatytułowanej Julie & Julia: 365 Days, 524 Recipes, 1 Tiny Apartment Kitchen (tytuł zmieniono w późniejszym wydaniu na Julie and Julia: My Year of Cooking Dangerously). W Polsce ukazała się ona w 2009 pt. Julie i Julia. Rok niebezpiecznego gotowania. 
W 2009 na podstawie książki powstał film Julie i Julia, wyreżyserowany przez Norę Ephron, z Meryl Streep w roli Julii Child oraz Amy Adams w roli Julie Powell.